# 楊玉珂
杨玉珂（？—？），號澹玄，河南河南府孟津县人。明朝政治人物。

## 生平
萬曆四十三年（1615年）乙卯科河南鄉試舉人，天啓二年（1622年）壬戌科進士。考选庶吉士，四年正月授山东道御史，巡视卢沟桥，继左副都御史杨涟弹劾魏忠贤后，与给事中杨栋朝、御史赵应期交章劾之，调行人司副，册封周藩。后因向礼部主事程国祥请属，被弹劾贬官。崇祯三年顺天同考，四年升户部员外郎、郎中，升通政司右参议。七年加升右通政致仕。十三年以覃恩进阶一级。

## 家族
曾祖杨需，参议。祖杨念，主簿。父杨嘉兆，廪生。